# Pablo Siquier
Pablo Siquier (Villa Urquiza, Buenos Aires, Argentina, 1961) es un artista plástico argentino.

## Trayectoria
Se formó en la Escuela Nacional de Bellas Artes Prilidiano Pueyrredón y con reconocidos artistas.
Formó parte del Grupo de la X. En 1987 expuso con este grupo en el Museo Sívori.
Fue Profesor de Diseño Gráfico en la UBA desde 1989.
En 1989 presentó una instalación formada por 800 cubos, antecedente de lo que luego sería su lenguaje pictórico.
En sus obras utiliza diversos símbolos de varias fuentes del ámbito exterior y le elimina cualquier indicio de realidad. En sus comienzos pintaba un solo símbolo por cuadro, pero desde 1991 sus sistemas de formas comenzaron a tener mayor complejidad.
Realiza instalaciones y construye sistemas directamente sobre el muro.
Hizo murales callejeros y en el subte. En el entrepiso de la estación Carlos Pellegrini hay un mural suyo de cerámica.
En 1991 inauguró en la Sala Amadís de Madrid dentro de un marco de cooperación entre el Ministerio de Asuntos sociales, el Instituto de la Juventud y el Instituto de Cooperación Iberoamericano.
Participó en muestras colectivas realizadas en Argentina y en diversos países, en 1997 en la I Bienal del Mercosur y en 1999 en la II Bienal de Porto Alegre, Brasil.
En 2001, el Museo Reina Sofía adquirió varias de sus obras. En 2005 pintó un mural en una de sus salas anexas.
En el año 2015 fue jurado en el Premio Artes Visuales.

## Premios
- 1991 Premio Harrods en el Arte, Salón Günther. Buenos Aires, Argentina.[3]
- Mención Especial del Jurado, Salón Cintoplom, Buenos Aires, Argentina.
- Beca Ministerio de Cultura de España.
- 1992 Diploma al Mérito en Artes Visuales, Fundación Konex - Instalaciones, Buenos Aires, Argentina.
- 1995 Premio Günther, Mención. Buenos Aires, Argentina.
- Beca Fondo Nacional de las Artes. Buenos Aires, Argentina.
- 1996 Asociación Argentina de Críticos de Arte a la Mejor Exposición Individual. Buenos Aires, Argentina.
- 1997 Premio Constantini, Mención. Buenos Aires, Argentina.
- 1997 Artista Joven del año por la Asociación Argentina de Críticos de Arte.
- 1998 Artista Joven del año, Asociación Argentina de Críticos de Arte. Buenos Aires, Argentina.
- 1999 Premio Constantini, Mención especial del Jurado. Buenos Aires, Argentina.
- 1999 Mención de Honor, Premio Fortabat, pintura.
- 2000 Premio Constantini, Mención. Buenos Aires, Argentina.
- 2002 Diploma al Mérito Fundación Konex, Pintura: Quinquenio 1997 - 2001
- Beca Civitella Ranieri Foundation, Italia.
- 2012 Premio Konex de Platino - Pintura: Quinquenio 2007 - 2011
- 2012, Diploma al Mérito Fundación Konex - Pintura: Quinquenio 2007 - 2011
- 2017, Premio Carreras Creativas, Centro de Economía de la Creatividad, Universidad del CEMA, Buenos Aires.